# Doricha enicura
El colibrí colirraro (Doricha enicura) , también denominado colibrí delgado, colibrí colifino (en Honduras), tijereta centroamericana, colibrí tijereta guatemalteco o colibrí tijereta (en México), es una especie de ave apodiforme de la familia Trochilidae —los colibríes— una de las dos pertenecientes al género Doricha. Es nativo del sur de México y noroeste de América Central.

## Distribución y hábitat
Se distribuye por las montañas y valles interiores del sur de México (Chiapas), hacia el sureste por Guatemala, hasta el oeste de Honduras y norte de El Salvador.
Esta especie es considerada de rara a localmente común en sus hábitats naturales: las aberturas en bosques, arboledas, crecimientos secundarios y matorrales, en altitudes entre 1000 a 3000 m.

## Sistemática

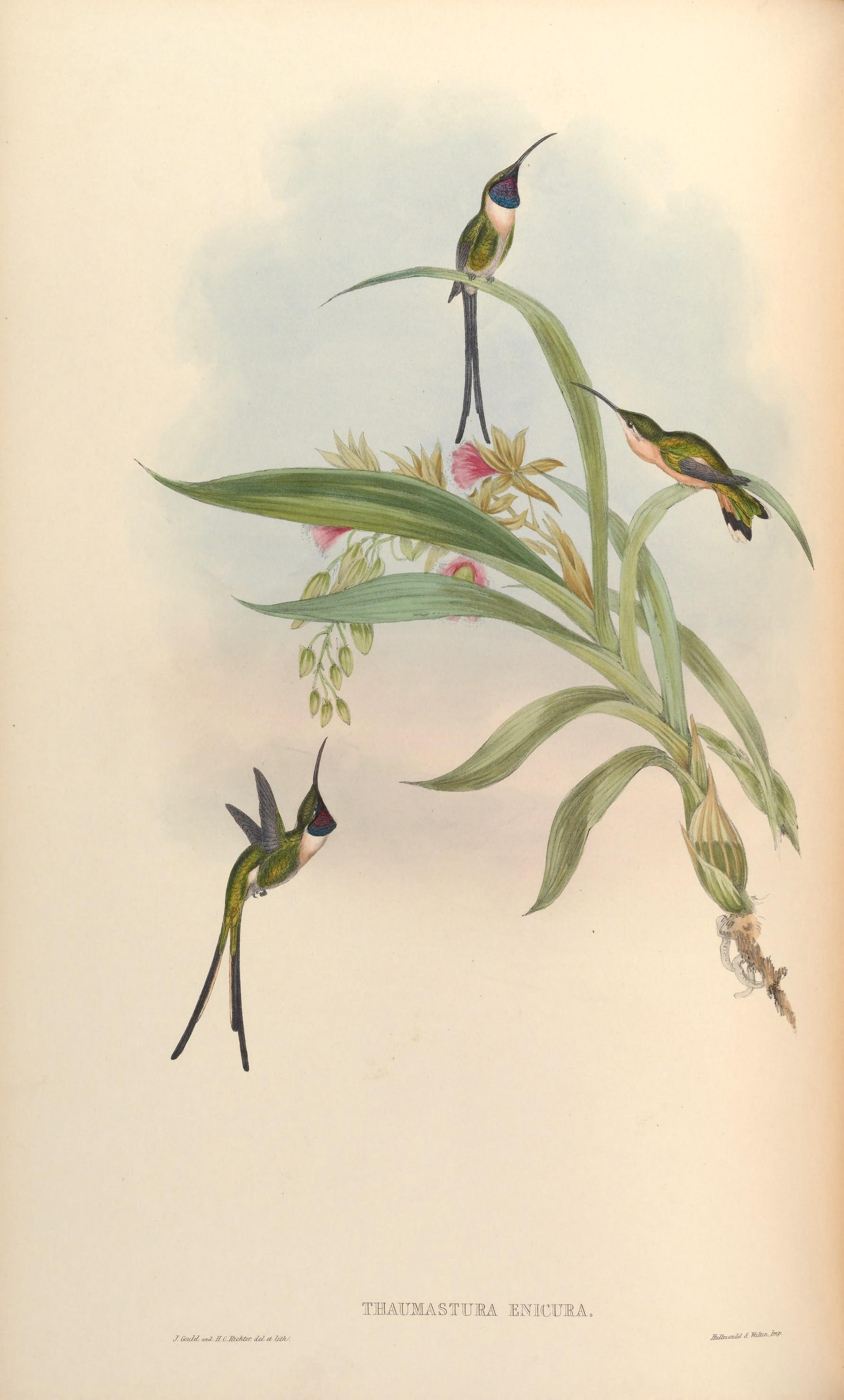
Thaumastura enicura, sinónimo de Doricha enicura, ilustración de Gould y Richter en A monograph of the Trochilidae, or family of humming-birds 3, 1861.

### Descripción original
La especie D. enicura fue descrita por primera vez por el naturalista francés louis Pierre Vieillot en 1818 bajo el nombre científico Trochilus enicurus; la localidad tipo dada es: «Brasil», error, corregido para «Guatemala».

### Etimología
El nombre genérico femenino «Doricha» se refiere a «Doricha» una famosa cortesana o hetera de la antigua Grecia (700 A.C.); y el nombre de la especie «enicura», se compone de las palabras del griego «henikos» que significa ‘singular, único’, y «oura» que significa ‘de cola’.

### Taxonomía
Es monotípica.